# Clemens Fritz
Clemens Fritz (Erfurt, 7 december 1980) is een Duits voormalig betaald voetballer. Hij speelde van 2006 tot 2008 22 interlands voor het Duits voetbalelftal. Hij speelde oorspronkelijk als rechtsback, maar werd omgevormd tot defensieve middenvelder.

## Clubcarrière
Fritz speelde op zijn zevende voor FC Rot-Weiß Erfurt. Toen de club in financiële problemen dreigde te raken, verhuisde hij naar VfB Leipzig. Toen ook dat twee jaar later in financiële problemen raakte, haalde Rot-Weiß Erfurt Fritz terug en werd hij direct in het eerste elftal geplaatst.
Aan het eind van het seizoen 2000/01 van de Regionalliga Süd verhuisde Fritz samen met Marco Engelhardt van Rot-Weiß Erfurt naar Karlsruher SC, dat net naar de 2. Bundesliga was gepromoveerd. Hier werden ze allebei basisspeler. Twee jaar later ging Fritz naar het dan in de Bundesliga spelende Bayer 04 Leverkusen. Na veertien duels in zijn eerste seizoen, brak hij in juli 2004 zijn kuitbeen en kon hij heel de competitie van 2004-'05 op zijn buik schrijven. Na 43 wedstrijden met Leverkusen in de subtop te hebben gespeeld, vertrok Fritz in 2006 naar Werder Bremen. Hier veroverde hij een basisplaats als rechtsback, ten koste van Patrick Owomoyela.

## Interlandcarrière
Fritz behoorde onder meer tot de Duitse nationale selecties die deelnamen aan het WK 2006 en het EK 2008. In 2001 werd hij al opgeroepen voor Duitsland onder 21.

## Clubstatistieken
| Seizoen  | Club                | Competitie       | Duels | Goals |
| -------- | ------------------- | ---------------- | ----- | ----- |
| 2000-'01 | FC Rot-Weiß Erfurt  | Regionalliga Süd | 32    | 0     |
| 2001-'02 | Karlsruher SC       | 2. Bundesliga    | 31    | 5     |
| 2001-'02 | Karlsruher SC       | 2. Bundesliga    | 30    | 2     |
| 2003-'04 | Bayer 04 Leverkusen | Bundesliga       | 14    | 1     |
| 2004-'05 | Bayer 04 Leverkusen | Bundesliga       | 0     | 0     |
| 2005-'06 | Bayer 04 Leverkusen | Bundesliga       | 29    | 1     |
| 2006-'07 | Werder Bremen       | Bundesliga       | 32    | 1     |
| 2007-'08 | Werder Bremen       | Bundesliga       | 23    | 1     |
| 2008-'09 | Werder Bremen       | Bundesliga       | 24    | 0     |
| 2009-'10 | Werder Bremen       | Bundesliga       | 30    | 1     |
| 2010-'11 | Werder Bremen       | Bundesliga       | 29    | 0     |
| 2011-'12 | Werder Bremen       | Bundesliga       | 32    | 1     |
| 2012-'13 | Werder Bremen       | Bundesliga       | 22    | 0     |
| 2013-'14 | Werder Bremen       | Bundesliga       | 22    | 0     |
| 2014-'15 | Werder Bremen       | Bundesliga       | 27    | 0     |
| 2015-'16 | Werder Bremen       | Bundesliga       | 29    | 1     |
| 2016-'17 | Werder Bremen       | Bundesliga       | 18    | 0     |

## Erelijst
| DFB-Pokal | 1x | 2008/09 |